# Кобиље (Словенија)
Кобиље (словен. Kobilje) је једино насеље и управно средиште истоимене општине Кобиље, која припада Помурској регији у Републици Словенији.
По попису становништва из 2011. године, насеље Кобиље имало је 618 становника.